# Akos Novaky
Akos Novaky (geboren 23. März 1951 in Sopron; gestorben 10. Mai 2022 in Leipzig) war ein ungarisch-deutscher Maler, Grafiker und Installationskünstler. Er galt als „Solitär der Leipziger Kunst.“

## Leben
Akos Novaky besuchte das Fachgymnasium für Kunst und Kunstgewerbe Képző- és Iparművészeti Szakgimnázium és Kollégium („Kisképző“) in Budapest. Ab 1971 studierte er an der Hochschule für Grafik und Buchkunst Leipzig mit der Fachrichtung Buchkunst als Schüler bei Irmgard Horlbeck-Kappler, wo er 1976 mit dem Diplom abschloss.
1978 siedelte er in die DDR über.
2001 erhielt er ein Stipendium vom Kunstverein Röderhof. Zwischen 1985 und 2016 wurden seine Werke auf zahlreichen Ausstellungen gezeigt.
Akos Novaky starb im Mai 2022 im Alter von 71 Lebensjahren und hinterließ zwei Töchter.

## Auszeichnungen
2004: Preisträger 100 Sächsische Grafiken
2006: Preisträger 100 Sächsische Grafiken
2010: Preisträger Leipziger Jahresausstellung
2018: Preisträger 100 Sächsische Grafiken

## Ausstellungen (Auswahl)
- 1985: Galerie Eigen+Art, Leipzig[4]
- 1989: Galerie Vigadó, Budapest[4]
- 1992: „Erdhimmel“, Museum der Bildenden Künste, Leipzig[4]
- 2004: Lindenau-Museum[4]
- 2006: Neue Sächsische Galerie in Chemnitz[4]
- 2012: Galerie Hoch+Partner, Leipzig[4]
- 2017: Akos Novaky - et in arcadia ego, Malerei aus vier Jahrzehnten, Neue Sächsische Galerie, Chemnitz[5]

## Bekannte Werke (Auswahl)
- Andreas Reimann: Neue Gedichte, mit Illustrationen von Akos Novaky, Peter Sylvester und Baldwin Zettl, hrsg. von Herbert Kästner, Druck: Andruck-Studio Leipzig, Buchbinderei Mönch (Leipzig), [Leipzig]: Leipziger Bibliophilen-Abend, 2006
- Reinhard Rössler (Red.): Arbeitsdokumentation / 7. Sächsisches Druckgrafiksymposion in den Werkstätten für künstlerische Druckgrafik von Jeanette und Reinhard Rössler in Hohenossig: Felix M. Furtwängler, Madeleine Heublein, Martinas Jankus, Oliver Kossack, Marianne Manda, Akos Novaky, Audrius Puipa, Ulrike Vetter, 22 Blatt mit teils farbigen Illustrationen, 30 cm, In: Sächsisches Druckgrafik-Symposion 1991–2000, Schuber mit 10 Arbeitsdokumentationen, einem Video und einer Originalgrafik, Hohenossig: Werkstätten für Künstlerische Druckgrafik Jeanette und Reinhard Rössle, 1997[6]
- Akos Novaky et al.: Das Auge hört mit. Synästhesie im 21. Jahrhundert. Ein Musik-Kunst-Projekt anlässlich des 100. Todestages von Alexander Skrjabin, 8 Grafiken und 6 Notenblätter in einer 515 × 410 mm großen Mappe, Leipzig: Hoch + Partner, 2015[7]